# Oliver Sonne
Oliver Sonne Gonzales (Herfølge, 10 novembre 2000) è un calciatore danese naturalizzato peruviano, difensore del Burnley e della nazionale peruviana.

## Biografia
È il nipote della supermodella e fotografa danese-peruviana Helena Christensen. Oltre al calcio, ha anche lavorato come modello, proprio come sua zia. Ha origini peruviane.

## Carriera

### Club
Cresciuto nel settore giovanile del Copenaghen, il 12 giugno 2019 viene acquistato dall'HB Køge, firmando un contratto biennale; con questo club all'età di 19 anni esordisce tra i professionisti, nella seconda divisione danese, categoria in cui gioca per due stagioni consecutive per un totale di 29 presenze ed una rete, alle quali aggiunge anche quattro presenze in Coppa di Danimarca. L'11 maggio 2021 viene ceduto allo Silkeborg, club di prima divisione, con cui firma un contratto di durata biennale; esordisce nella Superligaen il 29 agosto seguente, disputando l'incontro vinto per 2-1 contro il Randers. Realizza la sua prima rete nella massima divisione danese il 18 settembre 2022, nell'incontro perso per 3-2 contro il Randers; alcune settimane più tardi, il 9 novembre, sempre contro il Randers segna invece il suo primo gol in carriera nella coppa nazionale danese. Sempre nella stagione 2022-2023 esordisce inoltre anche nelle competizioni UEFA per club: scende infatti in campo in due partite nei turni preliminari di Europa League e successivamente anche in cinque partite nella fase a gironi di Conference League.
Il 1º gennaio 2025 si trasferisce a titolo definitivo per 3 milioni di sterline al Burnley, militante in Championship, firmando un contratto di quattro anni e mezzo.

### Nazionale
Grazie alle sue origini ha scelto di rappresentare il Perù, con cui ha esordito il 22 marzo 2024 nell'amichevole vinta contro il Nicaragua.

## Statistiche

### Presenze e reti nei club
Statistiche aggiornate al 1º gennaio 2025.
| Stagione         | Squadra          | Campionato       | Campionato | Campionato | Coppe nazionali | Coppe nazionali | Coppe nazionali | Coppe continentali | Coppe continentali | Coppe continentali | Altre coppe | Altre coppe | Altre coppe | Totale | Totale |
| Stagione         | Squadra          | Comp             | Pres       | Reti       | Comp            | Pres            | Reti            | Comp               | Pres               | Reti               | Comp        | Pres        | Reti        | Pres   | Reti   |
| ---------------- | ---------------- | ---------------- | ---------- | ---------- | --------------- | --------------- | --------------- | ------------------ | ------------------ | ------------------ | ----------- | ----------- | ----------- | ------ | ------ |
| 2019-2020        | HB Køge          | 1D               | 10         | 0          | CD              | 2               | 0               | -                  | -                  | -                  | -           | -           | -           | 12     | 0      |
| 2020-2021        | HB Køge          | 1D               | 19         | 1          | CD              | 2               | 0               | -                  | -                  | -                  | -           | -           | -           | 21     | 1      |
| Totale HB Køge   | Totale HB Køge   | Totale HB Køge   | 29         | 1          |                 | 4               | 0               |                    | -                  | -                  |             | -           | -           | 33     | 1      |
| 2021-2022        | Silkeborg        | SL               | 7+8        | 0          | CD              | 1               | 0               | -                  | -                  | -                  | -           | -           | -           | 16     | 0      |
| 2022-2023        | Silkeborg        | SL               | 20+9       | 3+1        | CD              | 6               | 1               | UEL+UECL           | 2+5                | 0                  | -           | -           | -           | 42     | 5      |
| 2023-2024        | Silkeborg        | SL               | 21+10      | 0+1        | CD              | 5               | 2               | -                  | -                  | -                  | -           | -           | -           | 36     | 3      |
| 2024-gen. 2025   | Silkeborg        | SL               | 16         | 3          | CD              | 2               | 1               | UEL+UECL           | 2+2                | 0                  | -           | -           | -           | 22     | 4      |
| Totale Silkeborg | Totale Silkeborg | Totale Silkeborg | 91         | 8          |                 | 14              | 4               |                    | 11                 | 0                  |             | -           | -           | 116    | 12     |
| gen.-giu. 2025   | Burnley          | FLC              | 0          | 0          | FACup+CdL       | 0               | 0               | -                  | -                  | -                  | -           | -           | -           | 15     | 2      |
| Totale carriera  | Totale carriera  | Totale carriera  | 120        | 9          |                 | 18              | 4               |                    | 11                 | 0                  |             | -           | -           | 149    | 13     |

### Cronologia presenze e reti in nazionale
| Cronologia completa delle presenze e delle reti in nazionale ― Perù | Cronologia completa delle presenze e delle reti in nazionale ― Perù | Cronologia completa delle presenze e delle reti in nazionale ― Perù | Cronologia completa delle presenze e delle reti in nazionale ― Perù | Cronologia completa delle presenze e delle reti in nazionale ― Perù | Cronologia completa delle presenze e delle reti in nazionale ― Perù | Cronologia completa delle presenze e delle reti in nazionale ― Perù | Cronologia completa delle presenze e delle reti in nazionale ― Perù |
| Data                                                                | Città                                                               | In casa                                                             | Risultato                                                           | Ospiti                                                              | Competizione                                                        | Reti                                                                | Note                                                                |
| ------------------------------------------------------------------- | ------------------------------------------------------------------- | ------------------------------------------------------------------- | ------------------------------------------------------------------- | ------------------------------------------------------------------- | ------------------------------------------------------------------- | ------------------------------------------------------------------- | ------------------------------------------------------------------- |
| 22-3-2024                                                           | Lima                                                                | Perù                                                                | 2 – 0                                                               | Nicaragua                                                           | Amichevole                                                          | -                                                                   | 59’                                                                 |
| 26-3-2024                                                           | Lima                                                                | Perù                                                                | 4 – 1                                                               | Rep. Dominicana                                                     | Amichevole                                                          | -                                                                   | 85’                                                                 |
| 14-6-2024                                                           | Filadelfia                                                          | El Salvador                                                         | 0 – 1                                                               | Perù                                                                | Amichevole                                                          | -                                                                   | 68’                                                                 |
| 21-6-2024                                                           | Arlington                                                           | Perù                                                                | 0 – 0                                                               | Cile                                                                | Coppa America 2024 - 1º turno                                       | -                                                                   | 84’                                                                 |
| 30-6-2024                                                           | Miami Gardens                                                       | Argentina                                                           | 2 – 0                                                               | Perù                                                                | Coppa America 2024 - 1º turno                                       | -                                                                   |                                                                     |
| 10-9-2024                                                           | Quito                                                               | Ecuador                                                             | 1 – 0                                                               | Perù                                                                | Qual. Mondiali 2026                                                 | -                                                                   | 46’                                                                 |
| 12-10-2024                                                          | Lima                                                                | Perù                                                                | 1 – 0                                                               | Uruguay                                                             | Qual. Mondiali 2026                                                 | -                                                                   | 82’                                                                 |
| 16-10-2024                                                          | Brasília                                                            | Brasile                                                             | 4 – 0                                                               | Perù                                                                | Qual. Mondiali 2026                                                 | -                                                                   | 57’                                                                 |
| 15-11-2024                                                          | Lima                                                                | Perù                                                                | 0 – 0                                                               | Cile                                                                | Qual. Mondiali 2026                                                 | -                                                                   | 87’                                                                 |
| 19-11-2024                                                          | Buenos Aires                                                        | Argentina                                                           | 1 – 0                                                               | Perù                                                                | Qual. Mondiali 2026                                                 | -                                                                   | 73’                                                                 |
| 6-6-2025                                                            | Barranquilla                                                        | Colombia                                                            | 0 – 0                                                               | Perù                                                                | Qual. Mondiali 2026                                                 | -                                                                   | 78’                                                                 |
| 10-6-2025                                                           | Lima                                                                | Perù                                                                | 0 – 0                                                               | Ecuador                                                             | Qual. Mondiali 2026                                                 | -                                                                   | 58’                                                                 |
| Totale                                                              |                                                                     | Presenze                                                            | 12                                                                  |                                                                     | Reti                                                                | 0                                                                   |                                                                     |

## Palmarès

### Club

#### Competizioni nazionali
- Coppa di Danimarca: 1

Silkeborg: 2023-2024